# Jerry Garcia Acoustic Band
Jerry Garcia Acoustic Band byla americká akustická hudební skupina, kterou založil frontman Grateful Dead Jerry Garcia. Skupina odehrála několik koncertů v roce 1987, z nichž později vznikla dvě koncertní alba.

## Diskografie
- Almost Acoustic (1988)
- Ragged but Right (2010)